# Órbita de transferência geoestacionária
| 1 | Terra                                         |
| 2 | Órbita de Transferência Geoestacionária (GTO) |
| 3 | Órbita Geoestacionária (GEO)                  |

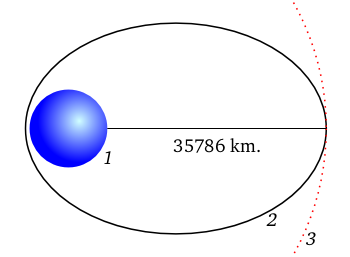
Uma órbita de transferência geoestacionária comparada com uma órbita geoestacionária simples.

Uma órbita de transferência geoestacionária, em inglês Geostationary Transfer Orbit (GTO), é uma órbita de transferência de Hohmann usada para atingir uma órbita geossíncrona ou geoestacionária.